# Дариджа (станція)
40°47′29″ пн. ш. 29°23′31″ сх. д. / 40.791445327207° пн. ш. 29.39186237643° сх. д.
Дариджа (тур. Darıca) — залізнична станція на лінії S-bahn Мармарай, що належить TCDD, в Гебзе.
Конструкція — наземна відкрита з однією острівною платформою. 
Станція відкрита 12 березня 2019 року. 

## Сервіс
| Попередня станція    | Лінія | Лінія    | Лінія | Наступна станція |
| -------------------- | ----- | -------- | ----- | ---------------- |
| Османгазі до Халкали |       | Мармарай |       | Гебзе до Гебзе   |